# Hartford Whalers

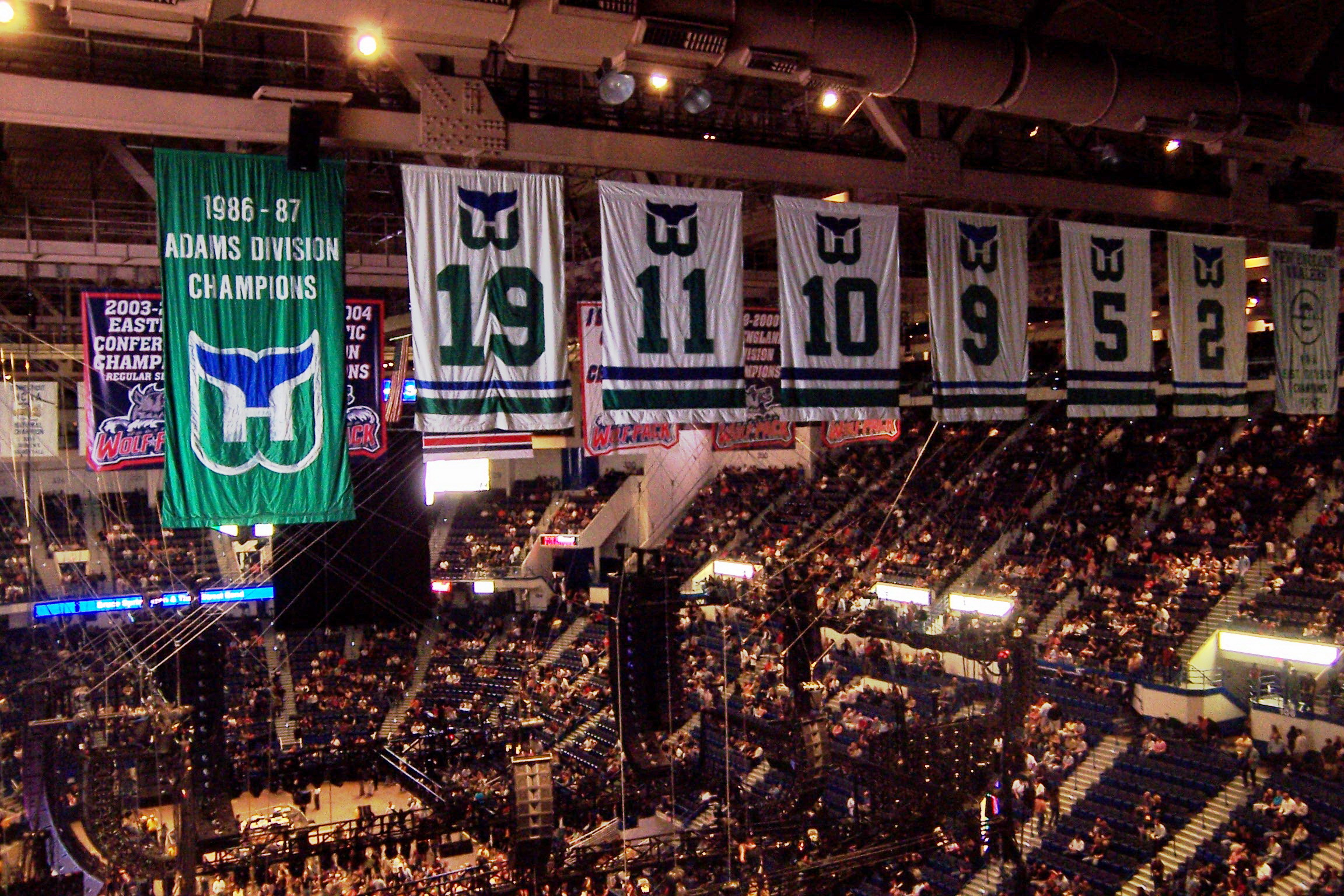
Banners van de Hartford Whalers

De Hartford Whalers was een ijshockeyclub uit de National Hockey League. De speelstad was Hartford, Connecticut. Het team speelde van 1971 tot 1979 in de World Hockey Association onder de naam New England Whalers en van 1979 tot 1997 in de NHL, waarna het team naar Raleigh, North Carolina verhuisde en de Carolina Hurricanes werd.

## World Hockey Association
In 1971 gaf de World Hockey Association toestemming tot het beginnen van de franchise New England Whalers, die zich stalden in Boston, Massachusetts. Dankzij het al bestaande Boston Bruins, die uitkwam in de National Hockey League, kon het team niet op veel steun rekenen van de plaatselijke bevolking, zij hadden hun hart al verloren aan de Bruins. De eigenaren vonden in 1975 een andere plek in New England, namelijk Hartford, Connecticut. In die omgeving was nog geen grote ijshockeyclub, waardoor de spelers daar wel de onvoorwaardelijke steun van de bewoners kregen.
Ondanks het gebrek aan steun in Boston, had het team daar wel het grootste succes: in 1973 eindigde het team als eerste in de WHA. In Hartford kreeg het team daar nooit meer dat succes wat ze hadden in Boston, hoewel de Whalers een erg sterk en gebalanceerd team hadden en ze nooit de play-offs misten. In 1977 contracteerde de Whalers Gordie Howe, op dat moment al 49 jaar(!), en zijn twee zonen, Mark en Marty, maar de WHA-winst wisten ze nooit meer te behalen.
Dankzij het gebalanceerde team, en niet te verwaarlozen de invloed van Gordie Howe, liet de NHL de Whalers toe toen de WHA stopte met haar bestaan. Samen met de Edmonton Oilers, Winnipeg Jets en Québec Nordiques gingen ze vanaf 1979 voor de NHL spelen. De Whalers veranderde zijn naam van New England Whalers naar de Hartfod Whalers.

## National Hockey League
In de NHL wist de Whalers nooit meer dezelfde prestaties te halen als in de WHA, voornamelijk door verkeerde spelersruilen. Zo werden Mark Howe, de ster van het team, en Mike Rogers, de topscorer, geruild voor meerdere middelmatige spelers, om de selectie breder te maken. Beide spelersruilen bereikten niet het gewenste resultaat, ze bereikten acht keer de play-offs, om maar één keer de eerste ronde te overleven. De grootste fout was echter het ruilen van publiekslieveling Ron Francis naar Pittsburgh voor drie middelmatige spelers van de Penguins. Francis had de Whalers de jaren daarvoor successen gebracht, ze behaalde onder zijn aanvoerderschap de tweede ronde van de play-offs, en stonden op het punt om meer succes te boeken. De bewoners van Hartford waren woedend toen Francis vertrok, zeker nadat hij in de eerste twee jaar bij de Penguins de Stanley Cup twee keer won.
De Hartford Whalers kwam financieel minder sterk te staan, voornamelijk omdat Hartford dicht bij Boston en New York ligt, waardoor het draagvlak klein was. In 1994 werd het team verkocht aan de eigenaar van softwarebedrijf Compuware voor $47,5 miljoen. Dit bod was zeker niet het hoogst, maar de gouverneur van Connecticut gaf de voorkeur aan Compuware. Opvallend(!) genoeg zit dezelfde gouverneur nu in het bestuur van Compuware. In 1997 verliet het team Hartford om het in ruilen voor Raleigh, North Carolina. Daar werd het team omgedoopt in de Carolina Hurricanes om daar wel succes te krijgen: in 2002 won het team de Prince of Wales Trophy en vier jaar later, in 2006 won het team zelfs de Stanley Cup.

## Bekende spelers
- Gordie Howe
- Ron Francis
- Brendan Shanahan
- Chris Pronger